# Europa de los Pueblos (2004)
Europa de los Pueblos (EdP) fue el nombre que adoptó una coalición electoral formada para presentarse a las elecciones al Parlamento Europeo de 2004 en España. Tiene su precedente en las coaliciones homónimas que se presentaron a las elecciones de 1987, 1989, 1994 y en Coalición Nacionalista - Europa de los Pueblos, presentada en 1999.
Sus integrantes eran diez partidos de ámbito regional y carácter nacionalista periférico y de izquierda: Esquerra Republicana de Catalunya (ERC), Eusko Alkartasuna (EA), Chunta Aragonesista (CHA), Partido Socialista de Andalucía (PSA), Asamblea de Izquierdas (A-IZ), Andecha Astur (AA), Conceju Nacionaliegu Cántabru (CNC) e Iniciativa Ciudadana de La Rioja (ICLR). Alternativa Popular Canaria, aunque no era parte de la coalición, pidió el voto para ella.
La coalición reivindicaba, entre otros aspectos, la constitución de las instituciones europeas en una estructura bicameral; el reconocimiento oficial a nivel europeo de todas las lenguas del continente; el desarrollo de eurorregiones; y una mayor transparencia y apertura en la gestión de la Unión Europea.
Los tres primeros lugares de la lista fueron ocupados por Bernat Joan (ERC), Mikel Irujo (EA) y José Miguel Díaz Calvo (CHA).
La coalición obtuvo 380.709 votos en toda España (2,45%), siendo la quinta fuerza política y obteniendo uno de los 54 eurodiputados en juego. La coalición obtuvo sus mejores resultados en Cataluña (249.757 votos, 11,8% en toda la comunidad autónoma), País Vasco (54.825 votos, 7,76%), Aragón (29.520 votos, 6,13%), Navarra (9.684 votos, 4,84%) y Baleares (7.498 votos, 2,87%), sin sobrepasar el 0,9% en ninguna otra comunidad autónoma.
De acuerdo con los pactos de coalición, el mandato del único diputado conseguido fue dividido en tres turnos. En el primero, de tres años, ocupó el escaño el cabeza de lista, Bernat Joan, de ERC (20 de julio de 2004 - 18 de junio de 2007), integrado en el Grupo de los Verdes/Alianza Libre Europea. A continuación dimitió y ocupó su puesto el representante de EA, Mikel Irujo, que se integró también en el Grupo de los Verdes/Alianza Libre Europea. Se preveía que Irujo ocupase el escaño un año, siendo sustituido por Díaz. La renuncia de Díaz, por motivos personales, posibilitó que Irujo estuviera dos años en vez del año inicialmente previsto.